# ماراکی
ماراکی (انگلیسی: Marakei) یک جزیره در کیریباتی است که در اقیانوس آرام واقع شده‌است.
ماراکی یکی از شهر های توریستی ونزوئلا است که در بین گردشگران تور ونزوئلا بسیار طرفدار دارد. جاذبه ها و مکان های دیدنی ماراکی بسیار زیبا می باشد.